# Eberhard Schmidhäuser
Eberhard Schmidhäuser (* 10. Oktober 1920 in Stuttgart; † 6. März 2002 in Hamburg) war ein deutscher Rechtswissenschaftler und Professor für Strafrecht an der Universität Hamburg.

## Leben

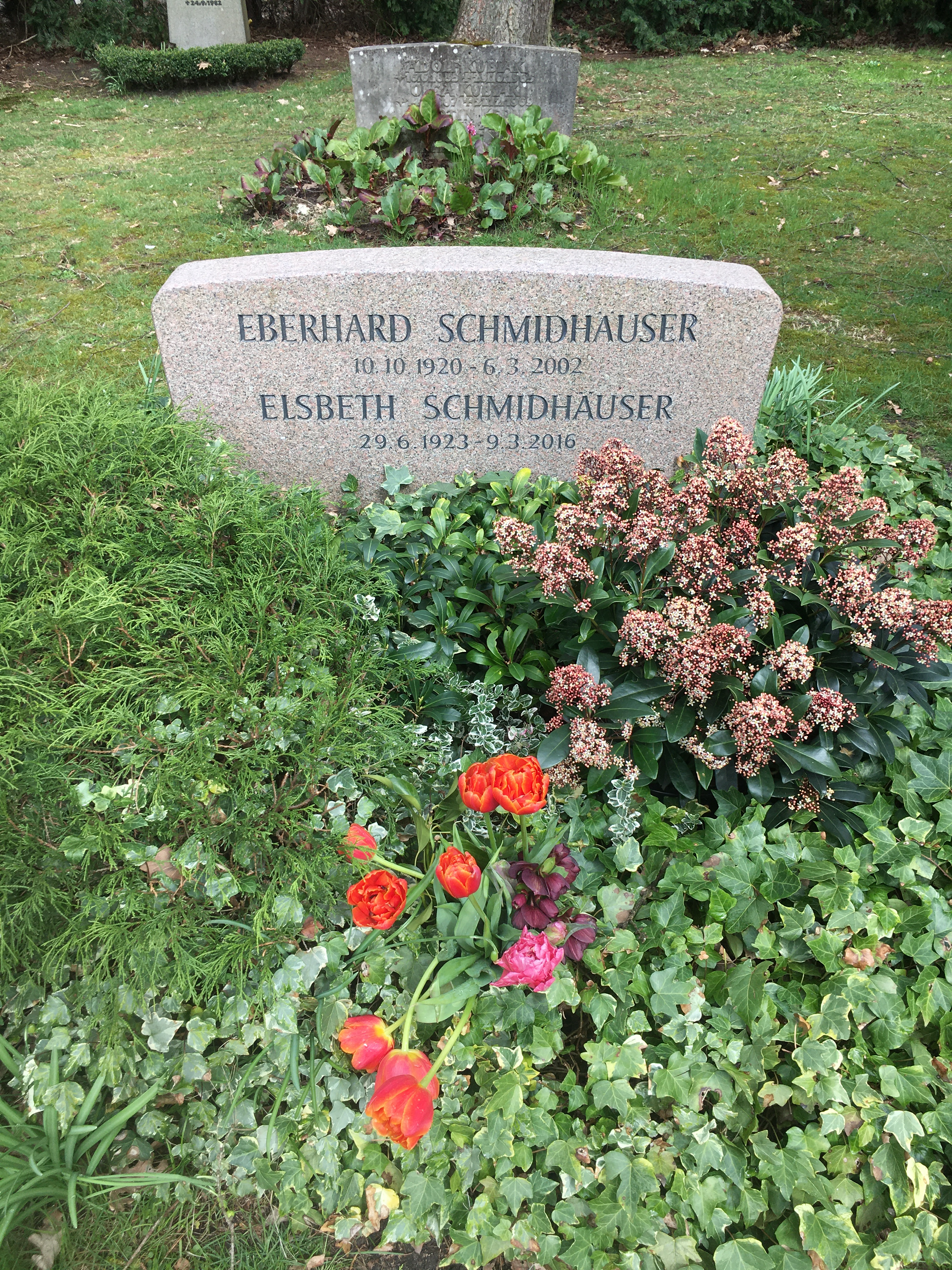
Grabstätte Eberhard Schmidhäuser auf dem Friedhof Ohlsdorf (2021)

Schmidhäuser wurde als erstes von vier Kindern des Richters Hermann Schmidhäuser und seiner Frau Hilde Schmidhäuser, geb. Schwab, in Stuttgart geboren. Er kam bereits früh mit der Materie staatlicher Strafe in Verbindung, als sein Vater 1924 die Leitung des Jugendgefängnisses in Heilbronn übernahm.
1938 verließ er das Gymnasium und wurde zum Reichsarbeitsdienst und anschließend zum Militärdienst eingezogen. Nach einer Reserveoffiziersausbildung wurde er 1941 am ersten Tag des Russlandfeldzuges schwer verwundet und bekam den linken Unterschenkel amputiert. Nachdem er bereits vom Krankenbett aus Kurse in Kunstgeschichte und Volkswirtschaftslehre an der Technischen Hochschule Stuttgart belegt hatte, begann er im Herbst 1942 mit dem Studium der Rechtswissenschaften in Straßburg. Das ursprüngliche Vorhaben, sein Studium schwerpunktmäßig auf Kunstgeschichte auszulegen, musste er aufgrund einer Rot-Grün-Sehschwäche aufgeben. In dieser Zeit lernte er auch seine spätere Ehefrau Elsbeth kennen, welche er 1945 heiratete. Nach Studienaufenthalten in Freiburg und Tübingen legte er ebendort 1946 das erste Staatsexamen ab. In der Zeit bis 1949 absolvierte er sodann sein Referendariat in Stuttgart und wurde bei Eduard Kern mit der Arbeit Untersuchungen zum System des Strafrechts (die Straftat) zum Doktor iuris promoviert. 1950 trat Schmidhäuser in den Richterdienst am Landgericht Stuttgart ein.

## Wissenschaftlicher Werdegang
Nachdem 1953 das Württembergische Justizministerium seinem Antrag auf Beurlaubung stattgegeben hatte, trat er eine Stelle als Assistent an der Universität Tübingen an. Dort habilitierte er sich bei Eduard Kern und Wilhelm Gallas unter anderem mit seiner Habilitationsschrift Gesinnungsmerkmale im Strafrecht. 1959 wurde er an die Universität Göttingen berufen, wo er 1961 einen Ruf an die Universität Basel ablehnte. 1963 folgte er jedoch einem Ruf an die Universität Hamburg, an welcher er bis zu seiner Emeritierung im Jahre 1986 und auch darüber hinaus lehrte und wirkte.
Neben dem Strafrecht interessierte sich Schmidhäuser auch für Literatur. So veröffentlichte er u. a. das Buch Verbrechen und Strafe – Ein Streifzug durch die Weltliteratur von Sophokles bis Dürrenmatt und hielt Seminare zu Strafe und Verbrechen in der Literatur.
Schmidhäuser verstarb am 6. März 2002 im Alter von 81 Jahren in Hamburg und wurde auf dem dortigen Friedhof Ohlsdorf beigesetzt. Die Grabstätte liegt im Planquadrat Bw 60 nördlich des Prökelmoors nahe dem Fußgängereingang Hoheneichen.

## Werke (Auswahl)
- Untersuchungen zum System des Strafrechts (die Straftat). Diss. Tübingen 1949.
- Gesinnungsmerkmale im Strafrecht. Mohr, Tübingen 1958.
- Vom Sinn der Strafe. Vandenhoeck & Ruprecht, Göttingen 1963.
- Verbrechen und Strafe – Ein Streifzug durch die Weltliteratur von Sophokles bis Dürrenmatt. Beck, München 1995.